# Шафоростов, Денис Александрович
Денис «Denis Stoff» Шафоростов (род. 4 мая 1992) — украинский музыкант, вокалист группы «Drag Me Out». Наибольшую популярность приобрёл будучи вокалистом британской металкор-группы Asking Alexandria. Также известен как бывший вокалист и гитарист Make Me Famous и бывший вокалист Down & Dirty.

## Биография
Денис родился 4 мая 1992 года в Харцызске, в семье Александра и Натальи Шафоростовых.
Учился в Харцызской ОШ №24. По словам преподавателей учился на тройки. В 7 лет родители отдали его в музыкальную школу по классу фортепиано. Отучившись 9 месяцев, он покинул школу. Но в 10 лет Денис пошёл в музыкальную школу по классу гитары у преподавателя Ирины Александровны. 

## Карьера

### Оригами и Make Me Famous (2008—2012)
В 16 лет начал играть в своей первой группе — Dense Red Drops. До попадания в группу Dense Red Drops Денис учился сведению и писал песни со своим другом, проект получил название «Cat!Cow!MilkyWay!». В 17 лет он узнал, что российской группе Оригами требуется человек на должность гитариста. Через неделю после отправки им своих видео его пригласили играть в группу. Два месяца спустя он покинул группу. Уже тогда у Дениса появилась мысль уехать в США. Денис начал писать музыку, учился сведению песен. Помимо этого, Денис занимался своим каналом на сайте YouTube, на котором он делится гитарными и вокальными каверами песен своих любимых групп.
В 2009 году Шафоростов создал свою первую группу — Make Me Famous. В 2011 году группа выпустила первый EP — Keep This in Your Music Player, для участия в котором были приглашены такие музыканты, как Джонни Франк (Attack Attack!) и Тайлер Картер (Woe, Is Me). Тогда же группа выпустила свой первый клип на песню «Make It Precious». За первый месяц клип набрал более 1,5 млн просмотров, что сделало группу популярной. После релиза клипа с Make Me Famous связались такие группы, как Memphis May Fire, Atreyu и Дэнни Уорсноп из Asking Alexandria с предложением сотрудничества. Make Me Famous начали работу с коллективом Atreyu. Группа отослала свой релиз лэйблам и остановилась на крупном лэйбле Sumerian Records. После этого Make Me Famous перебрались в Балтимор, где приступили к записи своего дебютного альбома — It’s Now or Never. В поддержку альбома группа устроила тур по США. В конце ноября 2012 года во время тура Шафоростов был уволен из группы из-за личных разногласий. Отыграв оставшиеся концерты урезанным составом, в начале 2013 года Make Me Famous объявили о распаде и образовании теми же участниками новой группы под названием Oceans Red.

### Down & Dirty и Asking Alexandria (2013—2016)
После распада Make Me Famous Шафоростов вернулся на Украину, где создал новый проект — Down & Dirty. 10 ноября 2013 года группа выпустила тизер к песне «Hate». Спустя два месяца был выпущен клип на песню «Move It», который за год набрал 1 миллион просмотров. 24 декабря 2014 года группа выпустила клип на песню «I Will Never Lose My Way». Участники группы планировали выпустить дебютный альбом в 2015 году, однако Шафоростов был вынужден покинуть проект из-за затруднения совмещать участие в нём с аналогичной деятельностью в Asking Alexandria. Он продал права на название одному из участников, и таким образом Down & Dirty продолжили творческую деятельность, но с изменённым составом. 23 января 2015 года вокалист группы Asking Alexandria Дэнни Уорсноп покинул группу, которая, в свою очередь, решила продолжить деятельность с новым участником, имя которого держалось в секрете в течение нескольких месяцев. За это время в социальных сетях появлялись различные предположения, в том числе и насчёт Дениса.
27 мая 2015 года группа выпустила сингл «I Won’t Give In», фактически ставший анонсом Дениса в качестве нового вокалиста. Сам Денис также подтвердил эту информацию на своей странице ВКонтакте, написав: «Большое спасибо за то, что верили в меня с самого начала». За 3 дня песня набрала более 1 млн просмотров. 31 мая 2015 года Денис дал интервью для канала «Перший». 25 марта 2016 года группа выпустила свой четвёртый полноформатный альбом «The Black», который стал дебютным для Дениса в качестве её вокалиста и соавтора песен. Осенью 2016 года группа также записала кавер-версии песен Slipknot («Duality») и My Chemical Romance («Famous Last Words»).
В октябре 2016 гитарист Бен Брюс заявил, что Шафоростов со своей стороны прекратил контакты с группой, несмотря на планы по съёмке нового клипа и работе над новым материалом. В преддверии тура «10 Years In The Black» музыкантам потребовалось найти ему замену. В итоге на место вокалиста вернулся Дэнни Уорсноп.

### Drag Me Out и Stoff (2017—настоящее время)
17 октября 2017 года Денис вышел на встречу с фанатами в онлайн-трансляции, объявив о новых проектах в 2018 году. Позже трансляция была выложена на YouTube. В сентябре 2018 года в сеть утекли несколько его новых треков для нового проекта Heartsigh, а именно: Mirror, Kill Your Idols, Doors, Empty Room. Впоследствии композиции вошли под другими названиями в альбом Pressure группы Drag Me Out, кроме песни Kill Your Idols. 15 января на YouTube-канале лейбла Sumerian Records вышел первый клип группы Drag Me Out на песню «I’m Sorry».
26 октября 2019 года выходит первый тизер с сольного проекта под названием «Stoff». Впоследствии выходят ещё 3 тизера, и 21 декабря 2020 года выходит сингл под названием «Детка покажи язык».
31 октября 2020 года группа выпустила новый сингл «The Watch of the Buried». 21 января 2022 года выходит сингл «Bullets in My Teeth». 26 августа 2022 года группа после переноса выпускает альбом «Demons Away».

## Дискография
Студийные альбомы
- 2012 — It's Now or Never (Make Me Famous)
- 2016 — The Black (Asking Alexandria)
- 2019 — Pressure (Drag Me Out)
- 2022 — Demons Away (Drag Me Out)

Внеальбомные синглы
- 2013 — Move It (Down & Dirty)
- 2014 — I Will Never Lose My Way (Down & Dirty)
- 2020 — Детка покажи язык (STOFF)
- 2023 — Into The Dire (STOFF)
- 2023 — The Heart of the Hydra (STOFF)

Гостевое участие на альбомах других исполнителей
- 2011 — Limitless (Crown The Empire, трек — Limitless)
- 2012 — ’Til Death (Capture, трек — #OIMATEWTF)
- 2015 — Conquer Divide (Conquer Divide, трек — Sink Your Teeth Into This)
- 2022 — Imago (Space of Variations, трек — 1M Followers)